# Antrodiaetus unicolor
Antrodiaetus unicolor är en spindelart som först beskrevs av Nicholas Marcellus Hentz 1842.  Antrodiaetus unicolor ingår i släktet Antrodiaetus och familjen Antrodiaetidae. Inga underarter finns listade i Catalogue of Life.

## Bildgalleri

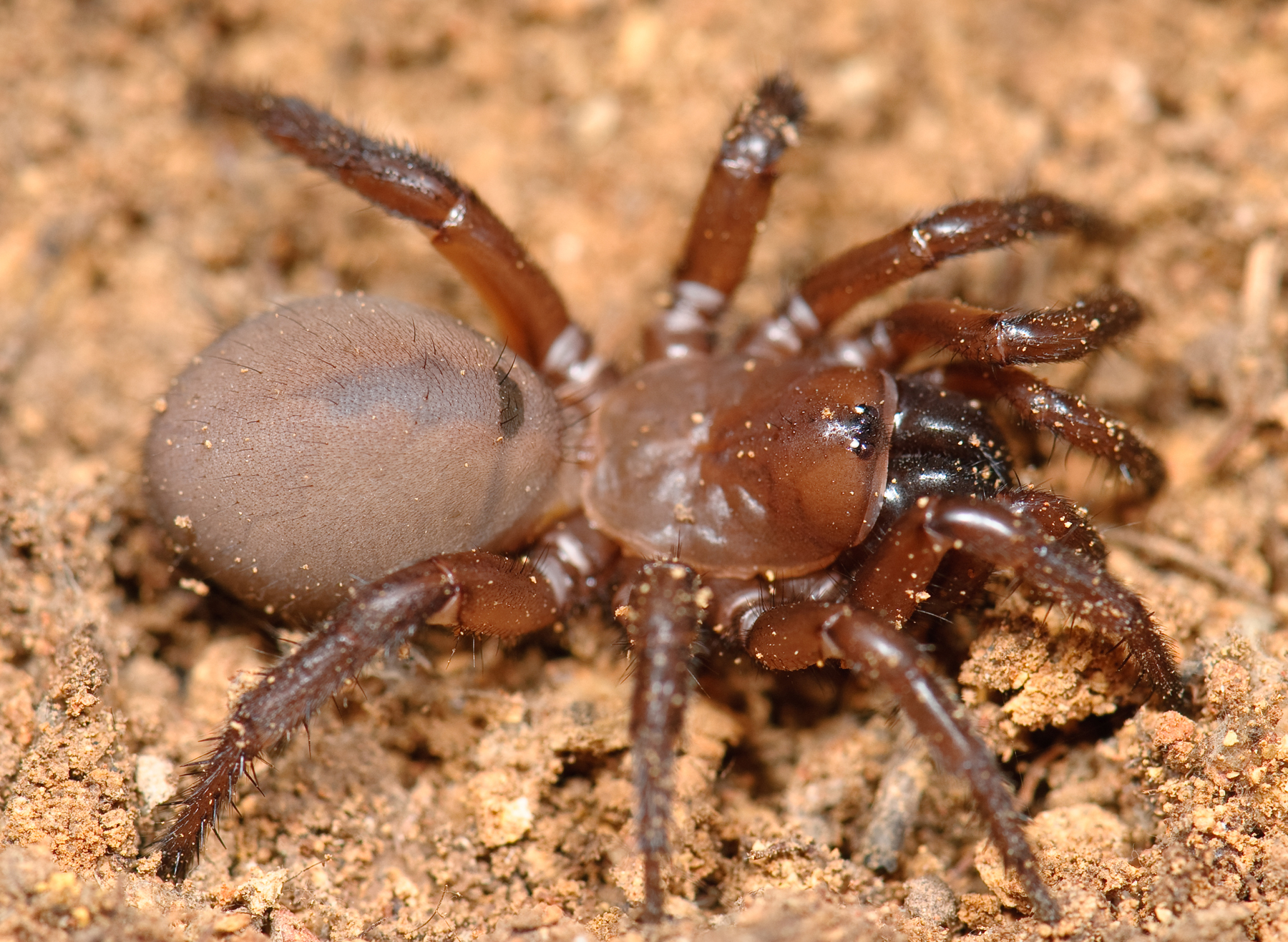